# Кронвайлер
Кронвайлер (нім. Kronweiler) — громада в Німеччині, розташована в землі Рейнланд-Пфальц. Входить до складу району Біркенфельд. Складова частина об'єднання громад Біркенфельд.
Площа — 3,51 км2. Населення становить 337 ос. (станом на 31 грудня 2020).